# ジョージ・イロカ
ジョージ・イロカ（George Iloka 1990年3月31日- ）はテキサス州ヒューストン出身のアメリカンフットボール選手。現在NFLのミネソタ・バイキングスに所属している。ポジションはストロングセイフティ。

## 経歴
ボイシ州立大学で2008年から2011年までプレー、3シーズン先発し231タックル、7インターセプト、1サックをあげた。1年次の2008年には13試合に出場した。2年次の2009年には全14試合に先発出場した。3年次の2010年には63タックル、2インターセプトをあげてウェスタン・アスレティック・カンファレンスのオールチームに、4年次の2011年は57タックルをあげて、マウンテン・ウェスト・カンファレンスのオールチームに選ばれた。
2012年のNFLドラフト5巡でシンシナティ・ベンガルズに指名された。
2013年、ベンガルズの先発ストロングセイフティとなった。第3週のグリーンベイ・パッカーズ戦でジャーマイケル・フィンリーが脳震盪を起こしたプレーに対して1万5000ドルの罰金を受けた。なお、フィンリーは脳震盪はイロカのせいではなく、地面に衝突した衝撃によるものだと語っている。